# Ministerium für Justiz und Verbraucherschutz des Landes Sachsen-Anhalt

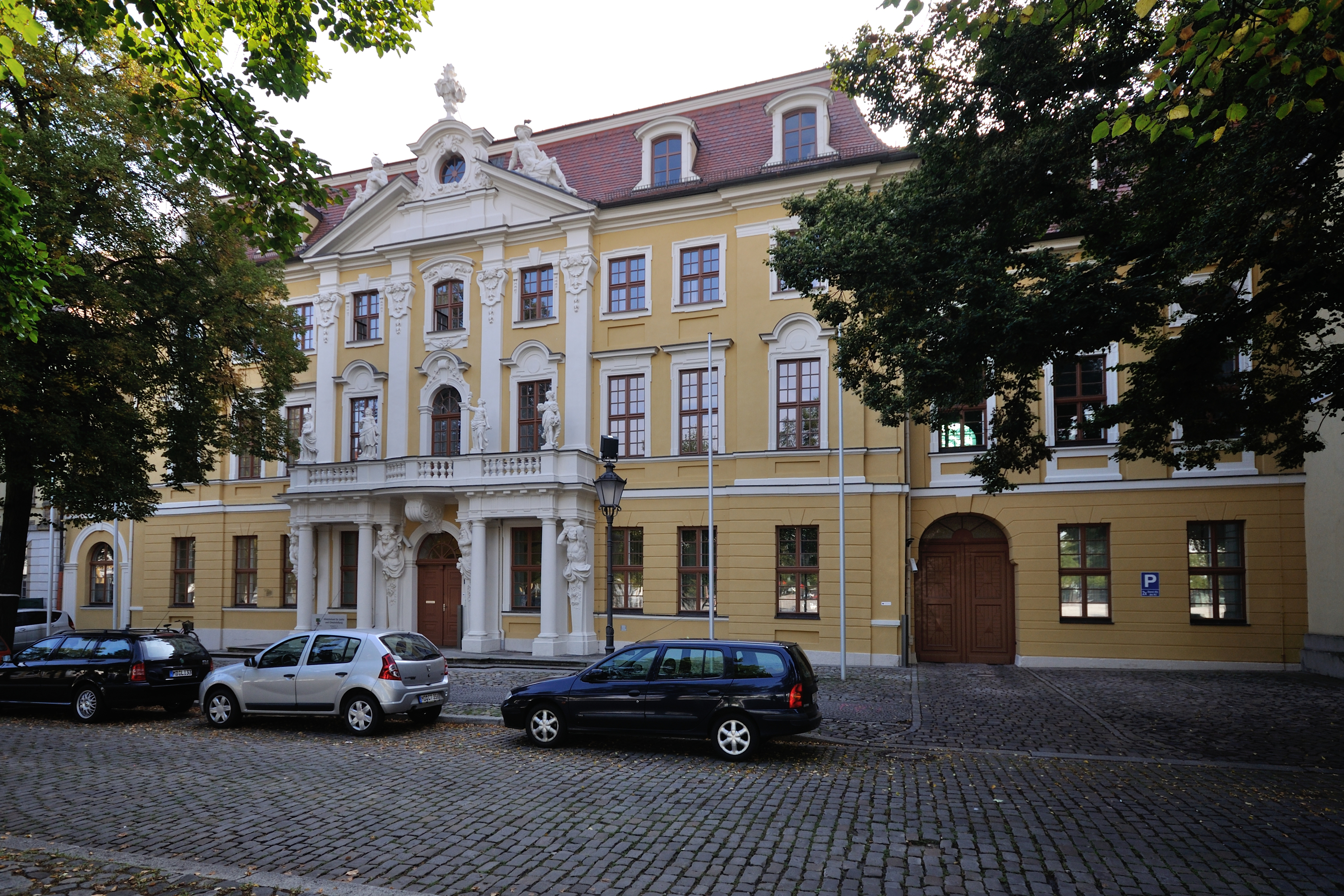
Sitz des Ministeriums am Domplatz 2–4

Das Ministerium für Justiz und Verbraucherschutz des Landes Sachsen-Anhalt (MJ) ist ein Ministerium der Landesregierung von Sachsen-Anhalt. Es ist zuständig für die Justizbelange im Land. Sitz ist am Domplatz 2 (Königlich Preußisches Stadtschloss) bis 4 (Knautsches Palais) in Magdeburg. 

## Leitung
Ministerin ist seit dem 16. September 2021 Franziska Weidinger, ihr steht Steffen Eckold als Staatssekretär zur Seite.

## Geschichte
Nach dem Zweiten Weltkrieg bestanden zunächst noch keine Ministerien. In der 1945 gebildeten „Provinzialverwaltung Sachsen“ war für Justiz ein Vizepräsident zuständig. 1946 wurde dann ein Innenministerium gegründet, welches bis zur Auflösung des Landes 1952 bestand.
Mit der Wiedergründung des Landes Sachsen-Anhalt 1990 wurde das Ministerium der Justiz wiedergegründet. 1994 hieß es kurzzeitig Ministerium für Justiz und Bundesangelegenheiten. Seit 2011 hieß es Ministerium für Justiz und Gleichstellung. Mit der Bildung des Kabinetts Haseloff III im Jahr 2021 erhielt es den heutigen Namen und gab das Gleichstellungsressort an das Ministerium für Arbeit, Soziales, Gesundheit und Gleichstellung ab.

## Aufbau des Ministeriums
Das Ministerium gliedert sich in folgende Abteilungen:
- Abteilung 1: Personal-, Haushalts- und Organisationsangelegenheiten, Informations- und Kommunikationstechnik
- Abteilung 2: Zivilrecht und Öffentliches Recht
- Abteilung 3: Justizvollzug, Infrastrukturangelegenheiten
- Abteilung 4: Strafrecht, Sozialer Dienst der Justiz, Opferberatung, Innerer Dienst, Aus- und Fortbildung

Im Ministerium für Justiz und Verbraucherschutz des Landes Sachsen-Anhalt ist zudem das Landesjustizprüfungsamt angesiedelt.